# سن-پل (متروی پاریس)
سن-پل (فرانسوی: Saint-Paul‎) یکی از ایستگاه‌های خط ۱ متروی پاریس است که در محله لومره واقع شده و در سال ۱۹۰۰ تأسیس شده‌است.

## نگارخانه

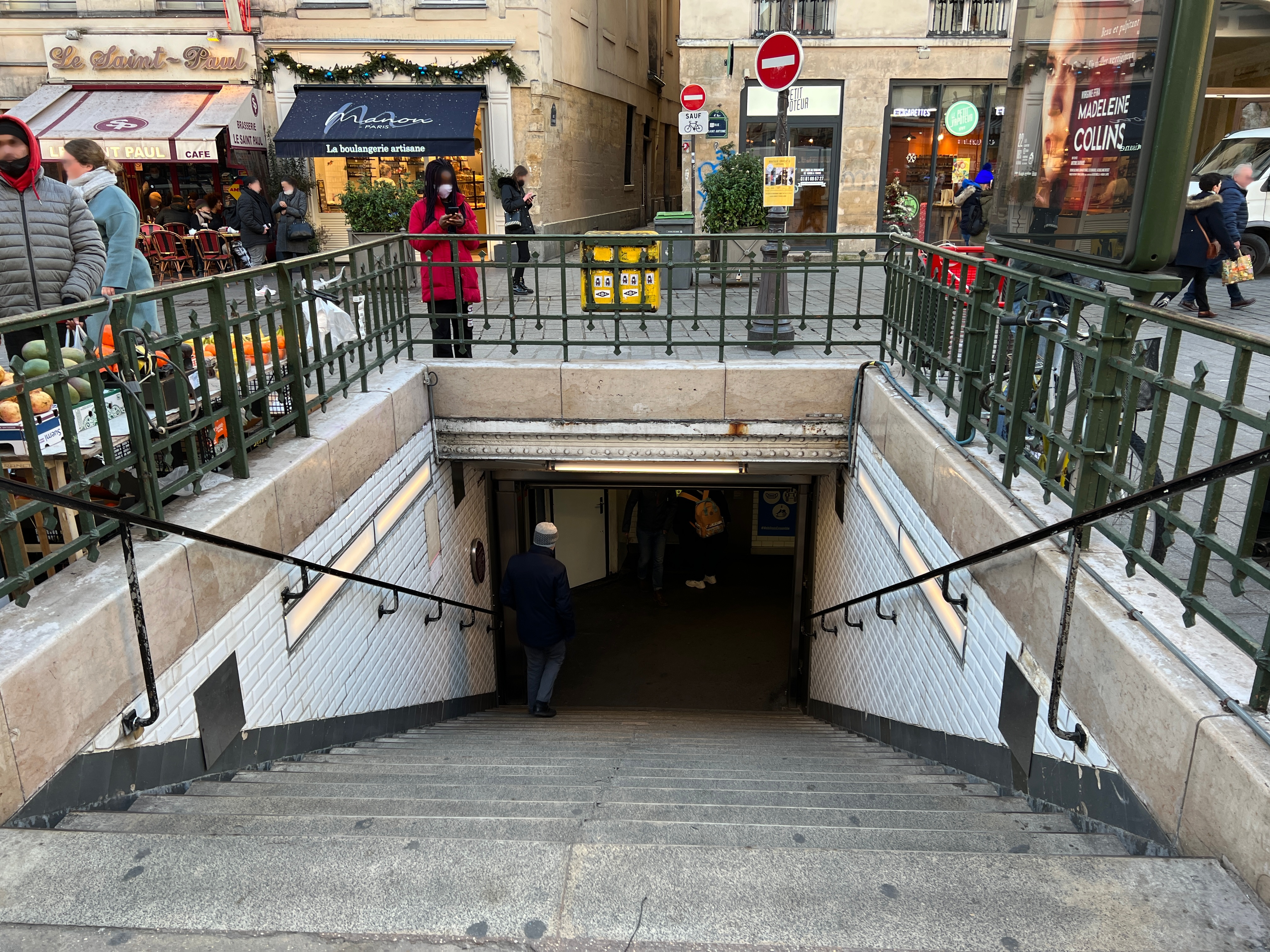
ورودی
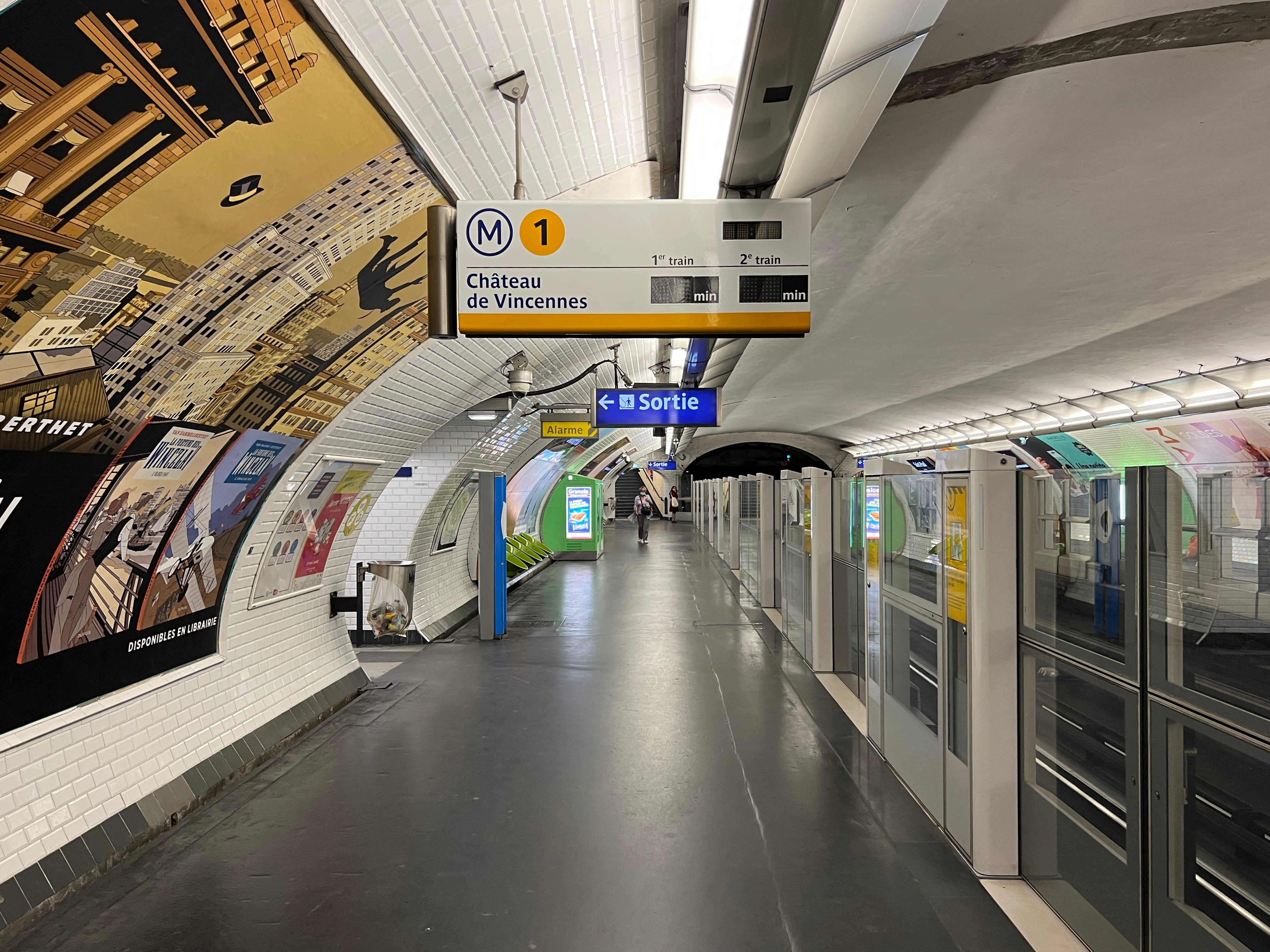
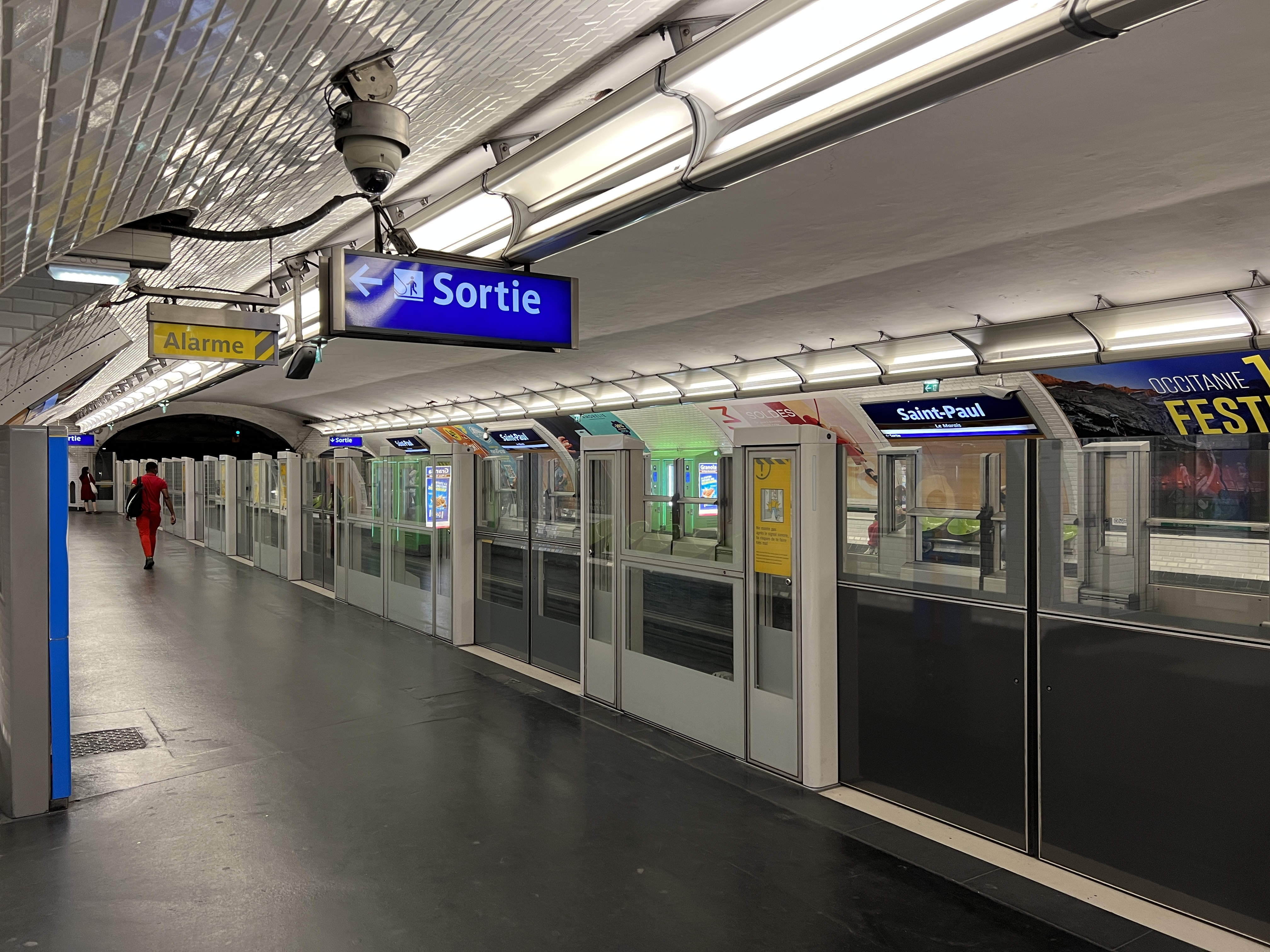